# Christian Böhm
Christian Böhm (* 8. Mai 1957) ist ein deutscher Stadtplaner und Architekt. Er war von 2018 bis 2023 Bundesvorsitzender des Deutschen Werkbunds.

## Leben
Böhm studierte Architektur an der TU München. Seit 1989 ist er Partner in Planungsbüros mit den Schwerpunkten Städtebau, Bebauungsplanung und Projektleitung. Christian Böhm entwarf die städtebauliche Konzeption für das Bergfeld in Poing, als Projektleiter verantwortete er in München das Jüdische Zentrum am Jakobsplatz und die Werkbundsiedlung Wiesenfeld. Er ist Mitglied von wohnbund e.V., dem Konvent der Bundesstiftung Baukultur, und war Mitbegründer der Künstler- und Architektengruppe Sprengwerk sowie der Initiativen BOBS und Wohnraum für Alle.
Von 2013 bis 2019 war Christian Böhm 1. Vorsitzender des Deutschen Werkbunds Bayern e.V., seit 2018 ist er 1. Vorsitzender des Deutschen Werkbunds e. V.